# Chirnsidebridge
Chirnsidebridge ist ein Weiler in der schottischen Council Area Scottish Borders beziehungsweise in der traditionellen Grafschaft Berwickshire. Er liegt rund 15 Kilometer westlich des englischen Berwick-upon-Tweed und 41 Kilometer nordöstlich von Galashiels am linken Ufer des Whiteadder Water.

## Geschichte
Chirnsidebridge entwickelte sich an der im mittleren 18. Jahrhundert eingerichteten Chirnside Bridge über das Whiteadder Water etwa 1,5 Kilometer westlich des namensgebenden Chirnside. Am gegenüberliegenden Whiteadder-Water-Ufer wurde 1842 die Chirnside Bridge Paper Mill nach einem Entwurf von David Cousin errichtet. Die denkmalgeschützte Fabrik produziert spezielle Papiere für Teebeutel und Kaffeefilter. Westlich der Ortschaft liegen die Ruinen von Blanerne Castle beziehungsweise das Herrenhaus Blanerne House am Whiteadder Water.

## Verkehr
Durch Chirnsidebridge verläuft die von Tranent nach Eyemouth führende B6355. Am Südrand der Ortschaft verschmilzt sie mit der von Earlston nach Berwick-upon-Tweed führenden A6105. Diese querte das Whiteadder Water einst auf der Chirnside Bridge, die durch den Neubau der David Hume Bridge in wenigen Metern Entfernung ersetzt wurde.
Im Zuge der Einrichtung der Berwickshire Railway wurde 1849 die Chirnside Railway Bridge zur Querung des Whiteadder Water errichtet. Die Strecke verband die East Coast Main Line in Reston mit der Waverley Line in St Boswells. Im September 1951 wurde zunächst der Passagierverkehr, dann 1965 auch der Güterverkehr auf der Strecke eingestellt und das Gleis schließlich abgetragen. Das Gebäude des in Chirnsidebridge gelegenen Bahnhofs Chirnside ist heute denkmalgeschützt.